# Aldeia típica de José Franco

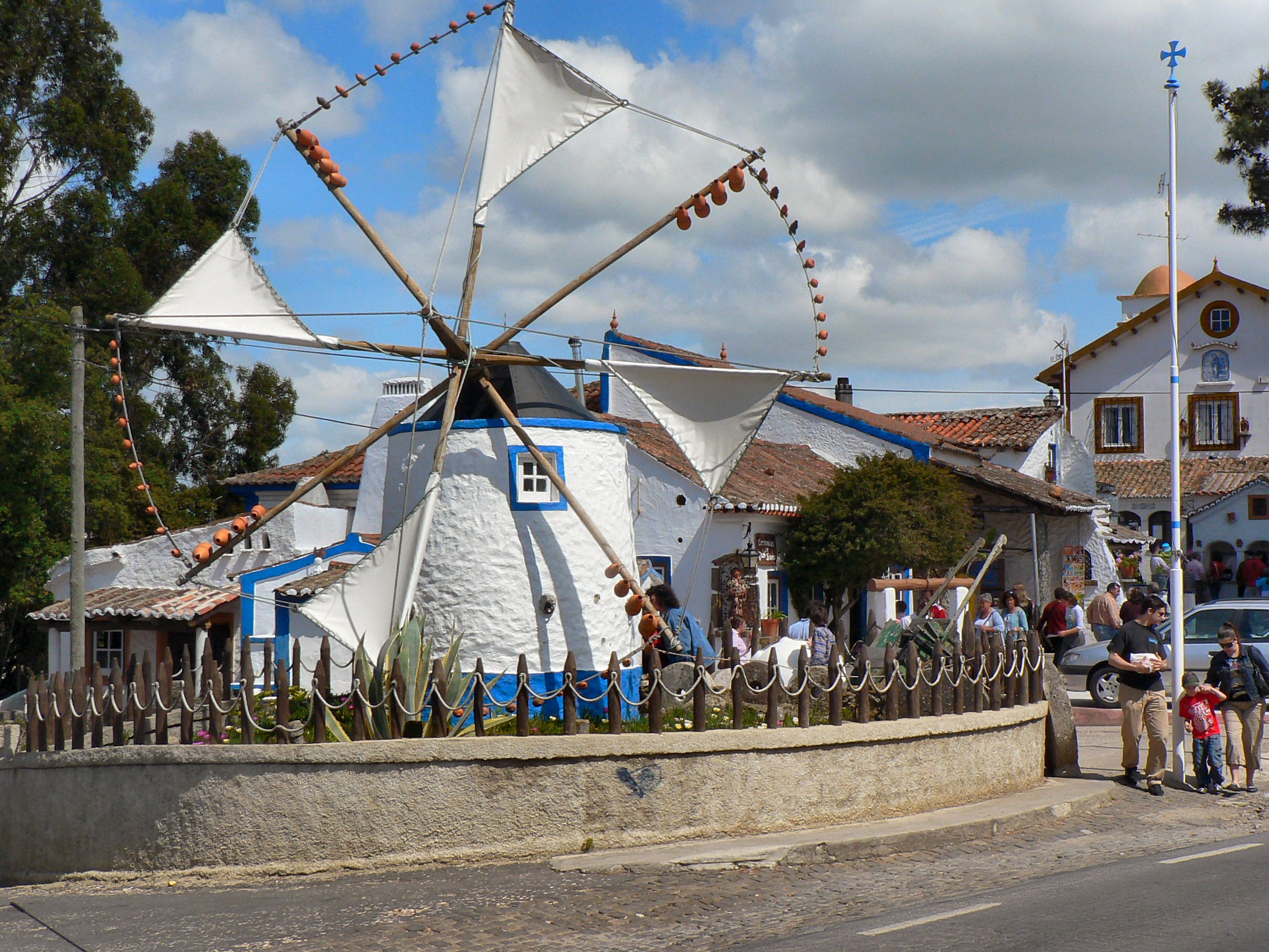
Aldeia típica de José Franco: moinho.

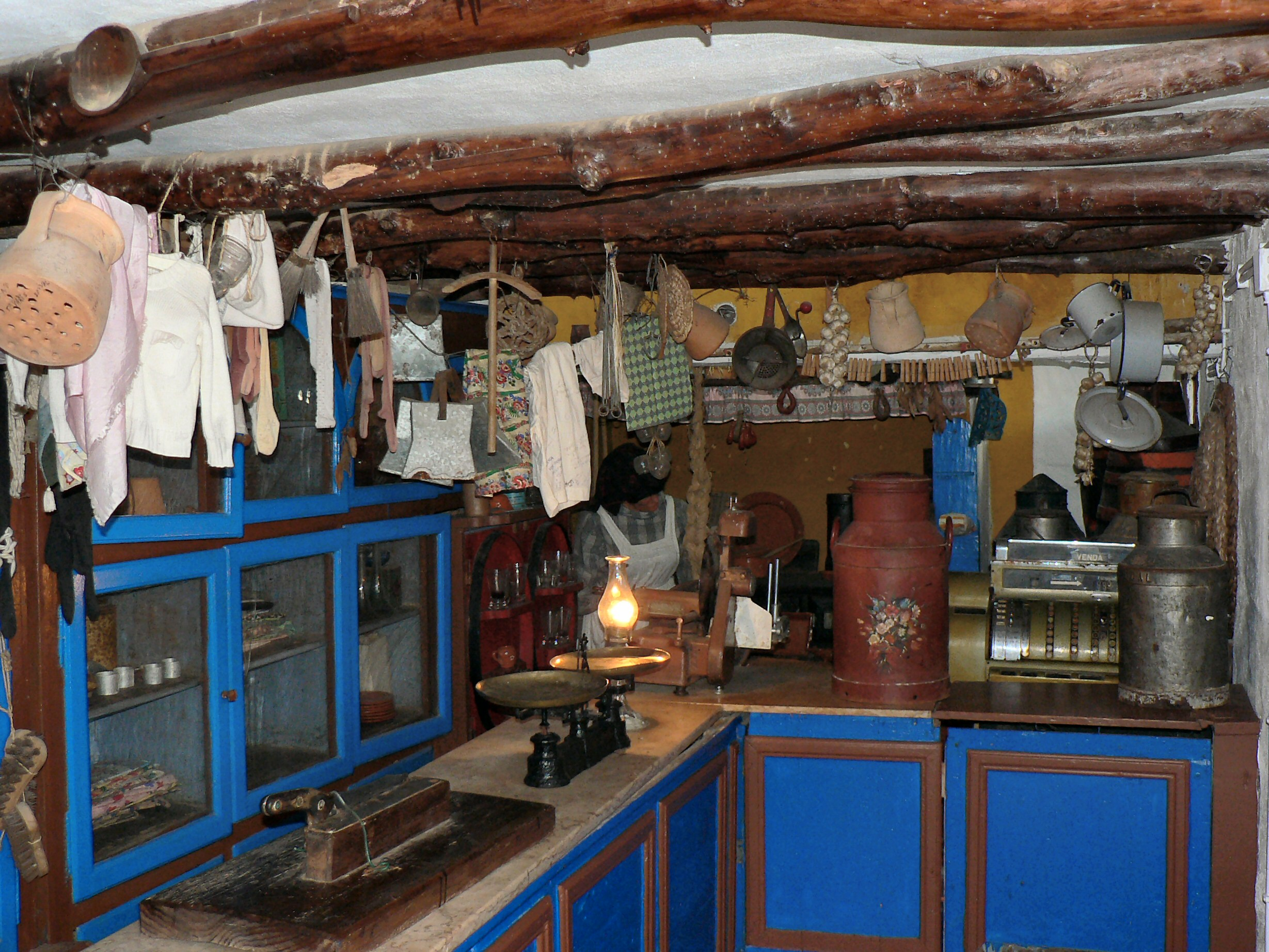
Loja da Ti Lena (interior).

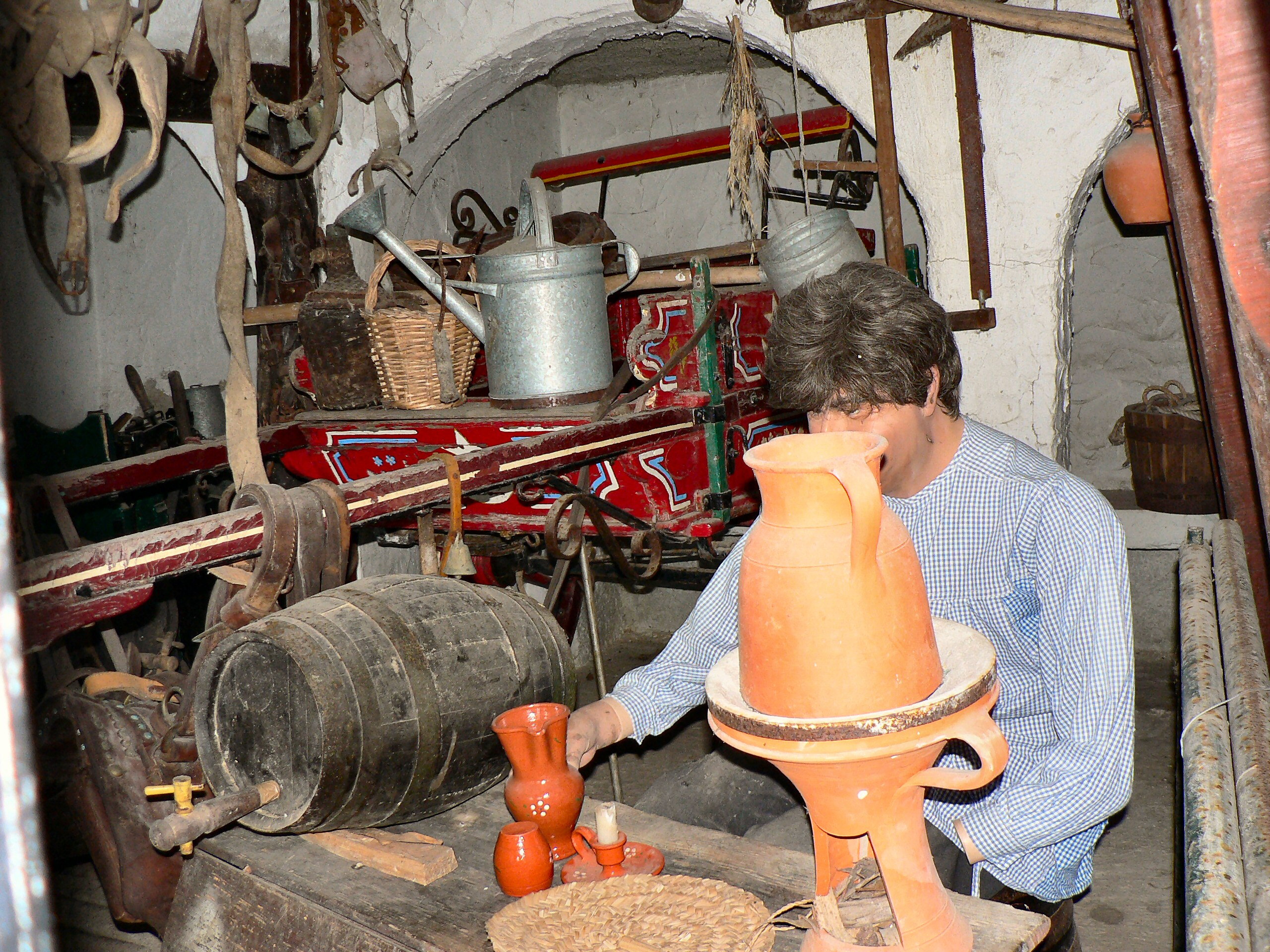
Taberna (interior).

A Aldeia típica de José Franco, também conhecida como Aldeia Saloia localiza-se em Sobreiro, no concelho de Mafra, distrito de Lisboa, em Portugal.
Construída pelo escultor e oleiro José Franco, representa as ocupações típicas do Portugal de antigamente em cenários em miniatura, com os respectivos instrumentos de trabalho, constituindo-se em um verdadeiro museu etnográfico. O espaço conta ainda com uma réplica de uma aldeia em tamanho natural, com miniaturas funcionais da região, área de lazer para as crianças com brinquedos, espaço de restauração e loja de artesanato em cerâmica.

## História
A ideia da obra surgiu por volta de 1945, quando o artista imaginou construir, nas horas vagas, ao pé da casa em que vivia e trabalhava, um museu vivo de sua terra e costumes. Assim, como numa espécie de presépio, dedicou-se a reproduzir os costumes e as atividades laborais do seu tempo de infância e da vida do campo.
Desse modo, num espaço que hoje compreende cerca de 2.500m² apresenta:
- o moinho de vento onde se mói o trigo;
- a capela sob a invocação de Santo António;
- a azenha para moer o milho;
- a oficina de carpintaria com os respectivos utensílios;
- a mercearia ("loja da ti Lena");
- a cozinha saloia, onde todos os dias se coze o pão da região em forno a lenha, pão que pode ser adquirido no local;
- a ferraria;
- a adega, com respectivos utensílios;
- as lojas do barbeiro e do dentista;
- a casa do lavrador com o quarto e a salinha de estar e, à porta, o banco de pedra onde se sentam os namorados;
- a escola com sua lousa, suas carteiras e livros.

Num pequeno restaurante são servidos pratos típicos da região.